# Carrer del Mur (Martorell)
El Carrer del Mur és una via pública del municipi de Martorell (Baix Llobregat) inclosa en l'Inventari del Patrimoni Arquitectònic de Catalunya.

## Descripció
És un conjunt de cases de finals del segle xix bastides al llarg del desviament de la carretera de Madrid.

## Història
El carrer del Mur s'obrí cap a 1863-1865, desviant la carretera de Madrid. El poble va créixer al llarg de la carretera, on es van construir cases a banda i banda al gust de l'època. Un dels costats del carrer fou destruït, els anys seixanta del segle xx, quan es va eixamplar la carretera.